# Градинско коприварче
Градинското коприварче (Sylvia borin) е птица от семейство Коприварчеви (Sylviidae). Среща се и в България.